# William Wedgwood Benn (1er vicomte Stansgate)
Pour les articles homonymes, voir Benn.
William Wedgwood Benn, 1er vicomte Stansgate, né à Hackney le 10 mai 1877 et mort le 17 novembre 1960, est un militaire et homme politique britannique.

## Biographie

### Jeunesse et entrée en politique
Il est le deuxième fils de Sir John Benn, député libéral à la Chambre des communes et fondateur d'une maison d'édition. William se voit donner pour deuxième prénom « Wedgwood » car sa mère est une lointaine parente du célèbre industriel du XVIIIe siècle Josiah Wedgwood. En 1899, son frère et lui sont envoyés à Paris, vivre chez une famille française. Il est scolarisé au lycée Condorcet, et gardera de cette expérience une « affection durable pour la France, les Français et la langue française ». De retour au Royaume-Uni, il étudie au University College de Londres et est élu président de la société de débat de l'université. S'opposant à la seconde guerre des Boers, il propose un jour une motion favorable à l'indépendance des républiques boers, et est défenestré (du rez-de-chaussée) par des étudiants en médecine furieux. Il obtient une licence de Français, et travaille un temps pour l'entreprise de son père,,. 
Aux élections législatives de 1906, qui sont un triomphe pour le Parti libéral dont il est membre, William Benn est élu député de la circonscription londonienne de St George, rejoignant ainsi son père à la Chambre des communes. À l'âge de 28 ans, il est le plus jeune député de cette législature. Réélu en 1910, il est nommé l'un des whips de la majorité parlementaire libérale, chargés de maintenir l'unité du bloc parlementaire libéral derrière le gouvernement. En 1912 toutefois, il s'aliène une partie du gouvernement en soutenant les dockers en grève à Londres, et en aidant à collecter des fonds pour aider les grévistes et leurs familles.

### Première Guerre mondiale
Âgé de 37 ans à l'entame de la Guerre, William Benn rejoint volontairement les forces armées. Fait 2d lieutenant dans le régiment de volontaires de la Middlesex Yeomanry, il est déployé en Égypte en 1915. En 1916 il intègre la Royal Naval Air Service, la toute jeune force aérienne de la Royal Navy. De mai à décembre 1916, il est navigateur pour quarante-et-une missions aériennes dans l'est de la Méditerranée, dans le cadre du conflit contre l'Empire ottoman. En décembre 1916, David Lloyd George évince et remplace le Premier ministre Herbert Asquith, et propose à William Benn le poste de chief whip. Ayant depuis plusieurs années « de forts doutes quant à l'intégrité morale de Lloyd George », Benn refuse. Il complète une formation de pilote et est nommé coordinateur de la Royal Naval Air Service en Italie. Pour ses actes durant la Guerre, il est décoré de la Distinguished Flying Cross par son pays, ainsi que de la Croix de guerre par la France et de la Croix militaire par l'Italie.

### Retour en politique
Le Parti libéral s'étant déchiré entre les partisans de David Lloyd George et ceux demeurés fidèles à Herbert Asquith, William Benn se présente aux élections de 1918 sous l'étiquette de cette deuxième faction. Il est élu député de la circonscription de Leith, un quartier d'Édimbourg. La coalition menée par David Lloyd George remporte largement les élections, et Herbert Asquith lui-même perd son siège de député ; William Benn devient le chef de la faction des Libéraux siégeant sur les bancs de l'Opposition à la Chambre des communes. 
Dans les années 1920, il s'oppose à l'idée d'une réunification du Parti libéral sous la direction de Lloyd George. Lorsque celle-ci advient en 1927, William Benn, dont les convictions politiques ont évolué vers la gauche au cours des années précédentes, quitte les Libéraux et rejoint le Parti travailliste. Ayant été élu sous l'étiquette libérale, il considère par principe qu'il doit briguer la confiance d'électeurs sous sa nouvelle étiquette, et se présente à une élection partielle dans la circonscription d'Aberdeen-nord, qu'il remporte.
Aux élections de 1929, les travaillistes remportent la majorité relative des sièges, et forment un gouvernement minoritaire dirigé par Ramsay MacDonald. Celui-ci nomme William Benn secrétaire d'État à l'Inde, ministre responsable du Raj britannique, alors que le mouvement du Congrès national indien, mené par Jawaharlal Nehru et Mohandas Gandhi, vient d'adopter pour objectif le Purna Swaraj - l'indépendance complète de l'Inde. Il ne demeure toutefois pas longtemps en poste. La Grande Dépression frappe le Royaume-Uni, et le gouvernement MacDonald se divise quant à la réponse à y apporter. En 1931 le Premier ministre et son chancelier de l'Échiquier (ministre des Finances) Philip Snowden souhaitent réduire nettement les dépenses publiques, dont les aides apportées aux chômeurs frappés par la misère. La majorité des ministres, dont William Benn, s'y oppose. Sur conseil du roi George V, Ramsay MacDonald forme alors un gouvernement d'union nationale face à la crise, y intégrant les conservateurs et les libéraux. Benn et la quasi-totalité des ministres travaillistes démissionnent pour protester ; Ramsay MacDonald, Philip Snowden et les quelques ministres qui demeurent sont exclus du Parti travailliste.
Pour légitimer son gouvernement d'union nationale, Ramsay MacDonald obtient du roi une dissolution du Parlement et la tenue d'élections anticipées en octobre 1931. Son gouvernement y obtient une majorité écrasante des sièges, tandis que le Parti travailliste subit un résultat désastreux. William Benn, comme la plupart des députés travaillistes sortants, perd son siège. Ce n'est qu'en 1937 qu'il ré-intègre la Chambre des communes à l'occasion d'une élection partielle à Gorton, dans la banlieue de Manchester.

### Seconde Guerre mondiale
Âgé de 62 ans au début de la Seconde Guerre mondiale, William Benn s'engage dans la Royal Air Force. D'abord canonnier, il devient ensuite à nouveau pilote de bombardier et participe à plusieurs missions. Le Parti travailliste participe au gouvernement d'union nationale mené par le conservateur Winston Churchill, et celui-ci souhaite accroître le nombre de travaillistes à la Chambre des lords. Il obtient du roi George VI d'anoblir William Benn, lui conférant en 1942 le titre de vicomte Stansgate de la pairie du Royaume-Uni. William Benn quitte ainsi la Chambre des communes pour la Chambre des lords, mais demeure en réalité sur le théâtre de la Guerre. Il est durement affecté par la mort en mission en 1944 de son fils aîné Michael, lui aussi engagé dans la Royal Air Force - d'autant que cela fait de son deuxième fils, Tony, lui aussi pilote dans la Royal Air Force, l'héritier de son nouveau titre de vicomte et risque de freiner la carrière politique que celui-ci souhaite mener à la Chambre des communes,,. 
Promu au grade d’air commodore en 1944, William Benn est fait vice-président de la Commission alliée (en) chargée de reconstruire l'Italie et ses institutions démocratiques. Le vicomte Stansgate, qui « aime l'Italie [et] parle l'italien », se plaît à ce poste, et se consacre à s'assurer que les Italiens puissent être nourris et à éviter la propagation du typhus à Naples.

### À la Chambre des lords
Les travaillistes, promettant un État-providence, remportent largement les élections de 1945, et forment pour la première fois de leur histoire un gouvernement majoritaire, mené par Clement Attlee. Ce dernier nomme William Benn secrétaire d'État à l'Air, c'est-à-dire ministre ayant la responsabilité de la Royal Air Force, dans son gouvernement. Il cède cette fonction à Philip Noel Baker en octobre 1946, et siège dès lors comme membre d'arrière-ban de la Chambre des lords jusqu'à sa mort en novembre 1960. Son fils Tony Benn hérite malgré lui du titre de 2e vicomte Stansgate, mais mène une carrière politique comme membre prééminent de l'aile gauche du Parti travailliste,.